# Tradescantia orchidophylla
Tradescantia orchidophylla là một loài thực vật có hoa trong họ Commelinaceae. Loài này được Rose & Hemsl. miêu tả khoa học đầu tiên năm 1897.